# Kedahda River
Kedahda River är ett vattendrag i Kanada.   Det ligger i provinsen British Columbia, i den centrala delen av landet, 4 000 km väster om huvudstaden Ottawa.
I omgivningarna runt Kedahda River växer i huvudsak barrskog. Trakten runt Kedahda River är nära nog obefolkad, med mindre än två invånare per kvadratkilometer.